# Illiesoperla tropica
Illiesoperla tropica är en bäcksländeart som beskrevs av Günther Theischinger 1982. Illiesoperla tropica ingår i släktet Illiesoperla och familjen Gripopterygidae. Inga underarter finns listade i Catalogue of Life.